# Rouille commune de la pomme de terre
Puccinia pittieriana
Espèce
La  rouille commune de la pomme de terre est une maladie cryptogamique qui affecte les cultures de pommes de terre et qui est causée par un champignon Basidiomycète, Puccinia pittieriana Henn., de la famille des Pucciniaceae.
Cette maladie est présente dans plusieurs pays d'Amérique du Nord (Mexique), centrale (Costa Rica) et du Sud (Venezuela, Colombie, Équateur, Pérou, etc.). Elle attaque également les cultures de tomate, ainsi que diverses espèces de Solanaceae sauvages.